# HMS Sir John Moore (1915)
«Сер Джон Мур» (англ. HMS Sir John Moore) — один з моніторів типу «Лорд Клайв», названий на честь Джона Мура (John Moore), британського генерала — учасника Піренейської війни, який загинув у битві при Ла-Коруньї. Гармати головного калібру для нього (12 дюймові (305 міліметрів) були зняті з застарілого пре-дредноута HMS Hannibal, якого перетворили на військовий транспорт.
Монітори типу «Лорд Клайв» були побудовані в 1915 році для протидії німецькій береговій артилерії в окупованій Бельгії під час Першої світової війни. «Сер Джон Мур» разом з однотипними кораблями, служив у складі Дуврської ескадри моніторів, яка завдяки потужним гарматам могла обстрілювала німецькі позиції на узбережжі.
Після перемир'я в листопаді 1918 року «Сер Джон Мур» та всі однотипні монітори були переведені в резерв до списання, оскільки в мирний час ці спеціалізовані та наспіх побудовані кораблі стали надлишковими. У 1921 році «Сер Джон Мур» був розібраний на метал.